# Hugo de Ridder
Hugo de Ridder (Borgerhout, 18 juni 1932 – Antwerpen, 20 oktober 2018) was een Belgisch journalist en essayist.

## Levensloop
De Ridder studeerde aan het Xaveriuscollege in Borgerhout. In zijn jeugd was hij actief scoutslid. Na zijn studie letteren en wijsbegeerte aan de universiteiten van Namen en Leuven, ging hij in 1954 aan de slag bij de studiedienst van de CVP. Hij werd bovendien politiek journalist voor de Antwerpse krant Het Handelsblad. In die jaren maakte hij kennis met de politici Leo Tindemans en Frank Swaelen. Tussen hen ontstond een hechte vriendschap. Toen Tindemans in 1961 werd verkozen tot partijsecretaris van de CVP, bood hij De Ridder een baan aan als diens secretaris. Op die manier leerde hij de partij van binnenuit kennen.
In 1966 verliet hij de politiek en werd hij redacteur bij de krant De Standaard. De Ridder stond bekend om zijn gedegen onderzoeksjournalistiek. Hij heeft onder meer een aantal schandalen rond de RTT en de Belgische ziekenfondsen gedocumenteerd. Tien jaar later werd hij chef van de politieke redactie. Toen De Standaard na het faillissement in 1976 in handen kwam van de VUM, stonden Manu Ruys en De Ridder ervoor garant dat de identiteit en de onafhankelijkheid van de redactie gewaarborgd bleven. Hij schreef zijn ervaringen als Wetstraatjournalist neer in verschillende boeken, waarin de intriges, gewoonten en achtergronden van de Belgische politiek werden geschetst. In 1971 ontving hij de Vlaamse Persprijs voor de reeks politieke portretten die hij samen met Frans Verleyen schreef.
In 1990 diende hij zijn ontslag in bij De Standaard. De voornaamste redenen daarvoor waren groeiende onvrede over de gang van zaken bij de krant, de almaar toenemende commercialisering en het vertrek van Ruys bij de krant in 1989. In 1991 onthulde Hugo de Ridder het verhaal van de gesprekken van Poupehan, waaruit bleek dat er een intens informeel contact bestond tussen politicus Wilfried Martens, vakbondsleider Jef Houthuys, bankier Hubert Detremmerie en kabinetsmedewerker Fons Verplaetse. Van 2000 tot 2002 was hij jurylid bij de toewijzing van middelen voor werkbeurzen bij het Fonds Pascal Decroos.

## Publicaties
- Waar is nu mijn mooie boomgaard? 10 politieke portretten,  Lannoo, 1971 (met Frans Verleyen)
- Zes maanden met dossier Demaegt, DNB, 1974
- De keien van de Wetstraat, Davidsfonds, 1982
- Veertien campagnes: verkiezingen 1946-1985, VUM, 1986
- Had Orwell volkomen ongelijk?: De pijnstillers van de demokratie, 198x
- Geen winnaars in de Wetstraat, Davidsfonds, 1986
  - Léo, Wilfried, Mark et les autres, Duculot, 1987
- Politica aan de top, VUM, 1986
- Politici uitgevraagd, VUM, 1987
- Sire, geef mij 100 dagen, Davidsfonds, 1989
  - Sire, donnez-moi cent jours, Duculot, 1989
- Omtrent Wilfried Martens, Lannoo, 1991
  - Le cas Martens, Duculot, 1991
- Brussel. Geschiedenis van een Brabantse stad, 1991
- Sint-Goedele. Geschiedenis van een monument, 1992
- Het ultieme transfer, Lannoo, 1992
- De strijd om de 16, Lannoo, 1993
- De omheinde kamer, Lannoo, 1994
- Het ultieme transfer, Lannoo, 1994
- Mont Ducal: Een Biografictie uit de Wetstraat, Lannoo, 1995
- Jean-Luc Dehaene. Mét commentaar, Lannoo, 1996
  - Le cas Dehaene, Racine, 1996
- Nazaad: een verhaal over morgen, Lannoo, 1997
- Vijftig jaar stemmenmakerij: 17 verkiezingscampagnes 1946-1995, Scoop, 1999
- Persvrijdal: Een Vlucht uit de Emocratie, Lannoo, 2000
- Geen blad voor de mond: Notities voor een biografie, Lannoo, 2001
- Het geknakte riet: Toppolitici met oppositiepijn, Lannoo, 2004
- Brief aan mijn kleinkinderen, Lannoo, 2012
- Een charismatisch politicus, Witsand Uitgevers, 2015

- Bibliothèque nationale de France: cb12239695r (data)
- Gemeinsame Normdatei: 1167193385
- International Standard Name Identifier: 0000 0000 2286 4839
- Library of Congress Control Number: n83032927
- Nederlandse Thesaurus van Auteursnamen: 069086567
- Système universitaire de documentation: 031119956
- Virtual International Authority File: 34511960
- WorldCat: E39PBJhtbDKYpB9HhJ3Pt4bPQq